# デジタルエンターテインメントクリエイター協会
一般社団法人デジタルエンターテインメントクリエイター協会（英: DIGITAL ENTERTAINMENT CREATORS ASSOCIATION、略称:DECA）は、ゲーム業界の大規模勉強会や懇親会等の開催、それらを通じて、関西のゲームに関わる各種団体等を結ぶハブとなる事、関西での産学連携の土台となる事を目指す日本の業界団体。

## 協会概要
- 2017年、関西に拠点を持つゲーム会社のメンバーが集まり発足。関西の大規模勉強会「GAME CREATORS CONFERENCE」を主催する。

## 活動目的
- ゲーム業界の大規模勉強会や懇親会等の開催
- 関西のゲームに関わる各種団体等を結ぶハブとなる事
- 関西での産学連携の土台となる事